# Howard W. Koch
Pour les articles homonymes, voir Howard Koch.
Howard W. Koch, né le 11 avril 1916 à New York et mort le 16 février 2001 à Los Angeles, est un producteur et réalisateur américain.

## Filmographie

### Comme producteur

#### Cinéma
- 1953 : La Loi du scalp (War Paint) de Lesley Selander
- 1954 : La Patrouille infernale (Beachhead)
- 1954 : La Hache sanglante (The Yellow Tomahawk)
- 1955 : Fort Yuma
- 1955 : Desert Sands
- 1956 : Three Bad Sisters (en)
- 1956 : Crime Against Joe
- 1956 : Ghost Town
- 1956 : The Broken Star
- 1956 : Quincannon - Frontier Scout
- 1956 : The Black Sleep
- 1956 : Rebel in Town
- 1956 : Hot Cars
- 1956 : Emergency Hospital
- 1957 : Tomahawk Trail (en)
- 1957 : Voodoo Island
- 1957 : Pharaoh's Curse
- 1957 : Les Tambours de la guerre (War Drums) de Reginald Le Borg
- 1957 : Le Fort de la révolte (Revolt at Fort Laramie)
- 1957 : Outlaw's Son
- 1957 : Hell Bound
- 1957 : The Dalton Girls (en)
- 1961 : X-15
- 1962 : Sergeants 3
- 1962 : Un crime dans la tête (The Manchurian Candidate)
- 1963 : T'es plus dans la course, papa ! (Come Blow Your Horn)
- 1963 : Quatre du Texas (4 for Texas)
- 1964 : Les Sept Voleurs de Chicago (Robin and the 7 Hoods)
- 1965 : None But the Brave
- 1967 : La Folle mission du docteur Schaeffer (The President's Analyst)
- 1968 : Drôle de couple (The Odd Couple)
- 1970 : Melinda (On a Clear Day You Can See Forever)
- 1971 : A New Leaf
- 1971 : Plaza Suite de Arthur Hiller
- 1971 : Star Spangled Girl
- 1973 : Police Connection (Badge 373)
- 1972 : Last of the Red Hot Lovers (en), de Gene Saks
- 1975 : Jacqueline Susann's Once Is Not Enough
- 1977 : Beyond Reason
- 1977 : De l'autre côté de minuit (The Other Side of Midnight)
- 1980 : Y a-t-il un pilote dans l'avion ? (Airplane!)
- 1981 : Le Dragon du lac de feu (Dragonslayer)
- 1982 : Some Kind of Hero
- 1982 : Y a-t-il enfin un pilote dans l'avion ? (Airplane II: The Sequel)
- 1990 : Ghost

#### Télévision
- 1972 : The 44th Annual Academy Awards
- 1973 : The 45th Annual Academy Awards
- 1973 : Magnavox Presents Frank Sinatra
- 1974 : The Underground Man
- 1975 : The 47th Annual Academy Awards
- 1976 : The 48th Annual Academy Awards
- 1977 : Escape from Bogen County
- 1977 : Texaco Presents Bob Hope in a Very Special Special: On the Road with Bing
- 1978 : The 50th Annual Academy Awards
- 1978 : Le Pirate (en) (The Pirate)
- 1980 : The 52nd Annual Academy Awards
- 1982 : The 54th Annual Academy Awards
- 1983 : The 55th Annual Academy Awards
- 1985 : Les Dessous d'Hollywood ("Hollywood Wives") (feuilleton télévisé)
- 1986 : Crossings (feuilleton télévisé)
- 2002 : Bobbie's Girl

### Comme réalisateur

#### Cinéma
- 1954 : Le Bouclier du crime (Shield for Murder)
- 1955 : Le Pacte des tueurs (Big House, U.S.A.)
- 1957 : Untamed Youth
- 1957 : Jungle Heat
- 1957 : Bop Girl Goes Calypso
- 1957 : La Fille aux bas noirs (The Girl in Black Stockings)
- 1958 : Fort Bowie
- 1958 : Violent Road
- 1958 : Frankenstein - 1970
- 1958 : Born Reckless
- 1958 : Le Retour d'André Hardy (Andy Hardy Comes Home)
- 1959 : La Rafale de la dernière chance (en) (The Last Mile)
- 1973 : Police Connection (Badge 373)

#### Télévision
- 1960 : The Gun of Zangara (TV)
- 1977 : Texaco Presents Bob Hope in a Very Special Special: On the Road with Bing (TV)